# British Basketball League 2000-2001

## BBL 2000-2001

### Classifica finale Northern Conference
| Squadra              | Punti | Partite | Vinte | Perse | Percentuale |
| -------------------- | ----- | ------- | ----- | ----- | ----------- |
| 1. Sheffield Sharks  | 54    | 36      | 27    | 9     | 0.750       |
| 2. Chester Jets      | 50    | 36      | 25    | 11    | 0.694       |
| 3. Newcastle Eagles  | 40    | 36      | 20    | 16    | 0.555       |
| 4. Leicester Riders  | 34    | 36      | 17    | 19    | 0.472       |
| 5. Manchester Giants | 30    | 36      | 15    | 21    | 0.416       |
| 6. Derby Storm       | 12    | 36      | 6     | 30    | 0.166       |
| 7. Edinburgh Rocks   | 10    | 36      | 5     | 31    | 0.138       |

### Classifica finale Southern Conference
| Squadra               | Punti | Partite | Vinte | Perse | Percentuale |
| --------------------- | ----- | ------- | ----- | ----- | ----------- |
| 1. London Towers      | 54    | 34      | 27    | 7     | 0.794       |
| 2. London Leopards    | 48    | 34      | 24    | 10    | 0.705       |
| 3. MK Lions           | 42    | 34      | 21    | 13    | 0.617       |
| 4. Birmingham Bullets | 36    | 34      | 18    | 16    | 0.529       |
| 5. Thames V. Tigers   | 28    | 34      | 14    | 20    | 0.411       |
| 6. Brighton Bears     | 18    | 34      | 9     | 25    | 0.264       |

### Play-offs
- Primo turno

 Birmingham Bullets 80-75  Newcastle Eagles
 Leicester Riders 77-75  MK Lions
- Quarti di finale

 Chester Jets 71-90  Leicester Riders
 London Leopards 89-84  Birmingham Bullets
- Semifinali

 London Towers 79-87  Leicester Riders
 Sheffield Sharks 87-77  London Leopards
- Finale

 Sheffield Sharks 75-84  Leicester Riders

## Verdetti
- Campione del Regno Unito:   Leicester Riders (1º titolo)